# Raúl Carranza
Raúl Carranza – peruwiański zapaśnik walczący w obu stylach. Zdobył cztery medale mistrzostw Ameryki Południowej, srebrny w 1983 roku.